# فضلات أيضية

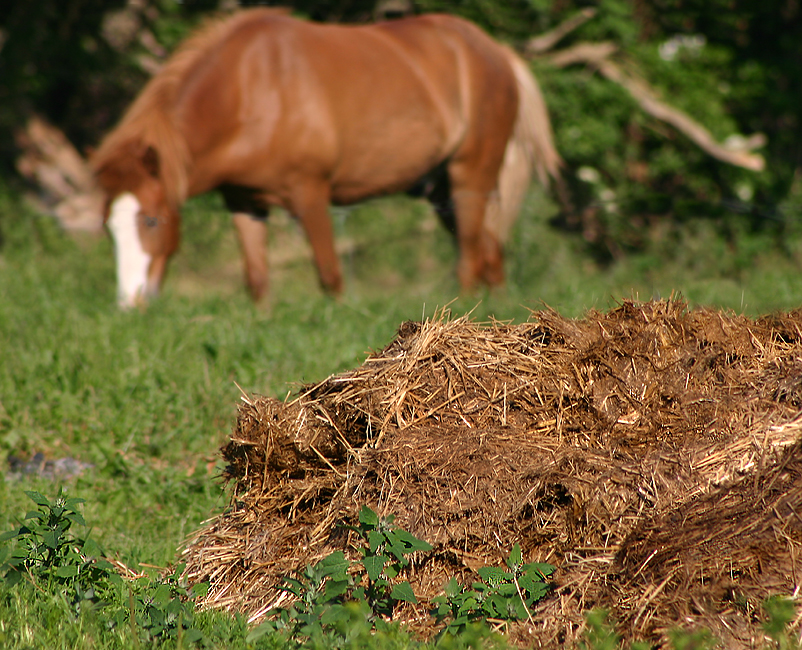

الفضلات الأيضية أو المخلفات المخرجة هي المواد التي تخلفها العمليات الأيضية (كالتنفس الخلوي), والتي لا يمكن للكائن الحي استخدامها (لأنها تكون فائضة أو سامة), ولذلك يجب أن يتم إخراجها والتخلص منها. هذه المواد تشمل مركبات النيتروجين, والماء, والثنائي أكسيد الكربون, والفسفات, والكبريتات, إلخ. تعامل الحيوانات هذه المواد كمخرجات أو مخلفات يجب التخلص منها.